# Damaskin (Mansour)
Damaskin, imię świeckie Samih Youssef Mansour (ur. 1949 w Damaszku) – syryjski duchowny prawosławnego Patriarchatu Antiocheńskiego, od 1997 metropolita São Paulo i całej Brazylii.

## Życiorys
W 1974 został wyświęcony na diakona. Święcenia kapłańskie przyjął w 1975. Chirotonię biskupią otrzymał w 1992 jako wikariusz metropolii São Paulo z tytułem biskupa Edessy. W 1997 został mianowany metropolitą São Paulo i całej Brazylii.